# Jaques Morelenbaum
Jaques Morelenbaum (Río de Janeiro, 18 de mayo de 1954) es un violonchelista, arreglista, maestro, productor musical y compositor brasilero.
Hijo del maestro Henrique Morelenbaum y de la profesora de piano Sarah Morelenbaum, es hermano de Lucia Morelenbaum (clarinetista de la Orquesta Sinfónica Brasilera) y de Eduardo Morelenbaum (maestro, arreglista e instrumentista.
Está casado con la cantante Paula Morelenbaum (1962–).
Inició su carrera musical como integrante del grupo A Barca do Sol.
Participó también en la Nova Banda durante diez años con Tom Jobim, actuando en espectáculos y grabaciones que los llevaron a ganar el premio Grammy con el CD Antônio Brasileiro.
Destacado como violonchelista, estudió música en Brasil y más tarde en el New England Conservatory of Music, donde frecuentó las clases de Madaleine Foley, quien a su vez había sido discípula directa de Pau Casals (1876-1973).
En 1995 formó el Quarteto Jobim-Morelenbaum, juntamente con Paula Morelenbaum, Paulo Jobim (hijo de Tom) y Daniel Jobim (nieto de Tom) con quienes hizo varias giras por Europa, incluyendo presentaciones en la Expo ’98 realizada en Lisboa, además de constantes presentaciones en Estados Unidos y Brasil y una grabación del CD Quarteto Jobim Morelenbaum.
Con Paula Morelenbaum y el renombrado pianista y compositor japonés Ryuichi Sakamoto formó el grupo M2S, con el cual grabó varios proyectos, incluyendo los memorables Casa y A day in New York

## Orquestaciones
Como arreglista, trabajó con:
- Tom Jobim (1927-1994) en los discos
  - Passarim
  - O tempo e o vento
  - Tom Jobim: inédito
  - Tom canta Vinícius
  - Antônio Brasileiro
- Caetano Veloso (1942–), en los discos
  - Circuladô
  - Circuladô vivo
  - Fina estampa
  - Fina estampa, ao vivo
  - O quatrilho
  - Tieta do agreste
  - Orfeu do Carnaval
  - Livro
  - Prenda minha
  - A Foreign Sound
  - Omaggio a Federico e Giulietta
- Gal Costa (1945–)
  - Mina d’água do meu canto
- Ivan Lins (1945–)
- Paula Morelenbaum
- Barão Vermelho
- Skank

Actuó como instrumentista, director artístico y productor musical en el álbum Piazzollando (homenaje a la obra del compositor tanguero argentino Astor Piazzolla).
La crítica musical argentina lo consideró uno de los diez mejores discos de 1992.
También escribió arreglos para los discos de Marisa Monte (1967–) y Carlinhos Brown (1962–) y para el disco acústico de los Titãs, que alcanzó un total de un millón y medio de copias vendidas.

## Arreglista
También actuó como arreglista, en trabajos de artistas internacionais como
el grupo Madredeus,
la cantante portuguesa Dulce Pontes (1969–),
el grupo japonés Gontiti,
el compositor angolano Paulo Flores,
el compositor estadounidense David Byrne (1952–)
a caboverdiana Cesária Évora (1941–), entre otros
Entre sus trabajos más conocidos está Transparente, en colaboración con la cantante portuguesa Mariza.
Acaba de participar en el nuevo álbum del renombrado cantante y productor italiano Adriano Celentano (1938–).
En 2001 participó como violonchelista en la grabación del DVD All this time, de Sting (1951).
En 2008 produjo y arregló el Unplugged (de MTV) de la cantante mexicana Julieta Venegas (1970—), que recibió 4 nominaciones al Grammy Latino de 2008, especialmente en la categoría «Disco del año».

## Cine
En cine aparece en una participación junto a Caetano Veloso en Hable con ella, de Pedro Almodóvar.
En colaboración con Antonio Pinto compuso la banda sonora de:
Central do Brasil (por ese trabajo recibió el premio Sharp, en la categoría «Mejor banda sonora),
Orfeu do Carnaval,
Tieta do Agreste,
O Quatrilho, entre otros.

## Director de orquesta
Además dirigió las orquestas sinfónicas de
- OSBA (de Bahía)
- OPPM (de Río de Janeiro
- Sinfonía Cultura (de San Paulo
- OSN (de Brasília).

## Otras obras
En 2002 lanzó el CD Casa, con Paula Morelenbaum y el pianista Ryuichi Sakamoto (1952–), grabado en la casa de Tom Jobim (autor de todas las músicas contenidas en el disco). Participó en el álbum Suite Três Rios de Dan Costa, ganador de un Global Music Award.
En 2003 participó de festivales de jazz en
Montreux,
Viena,
Coliseo de Lisboa
Coliseo do Porto,
Roma,
Milán,
En Estados Unidos lanzó el CD A day in New York.
- Datos: Q381547
- Multimedia: Jaques Morelenbaum / Q381547